# Флориан из Одерцо
Флориан (VI век—VII век) — епископ Одерцо приблизительно с 610 года; святой .
О святом епископе Флориане мало что известно. Считается, что он оставил епископскую кафедру в Одерцо около 610 года, чтобы стать проповедником среди язычников. После святого Флориана на кафедру был возведён его ученик, святой Тициан.
Возможно, что именно из-за скудных сведений о святом Флориане из Одерцо в предании его часто путала его с святым Флорианом Лорхским, подвиги которого были хорошо известны.